# 普勒默尔
普勒默尔（法語：Ploemeur，亦作，法語發音：[plømœʁ]）是法国莫尔比昂省的一个市镇，属于洛里昂区。

## 地名
该地名“Ploemeur”发音为[Plœmeur]，这里的字母“oe”等同于“œ”，《世界地名译名词典》误将该地名记为“Ploëemeur”并误译作“普洛埃默尔”。

## 地理
普勒默尔（47°44'9"N, 3°25'52"W）面积39.72 平方千米，位于法国布列塔尼大區莫尔比昂省，该省份为法国西北部沿海省份，位于布列塔尼半岛南部，北起阿摩尔滨海省、西接菲尼斯泰尔省，南濒大西洋，东南接大西洋卢瓦尔省，东临伊勒-维莱讷省。
与普勒默尔接壤的市镇（或旧市镇、城区）包括：凯旺、洛里昂、拉莫尔普拉日、吉代勒。
普勒默尔的时区为UTC+01:00、UTC+02:00（夏令时）。

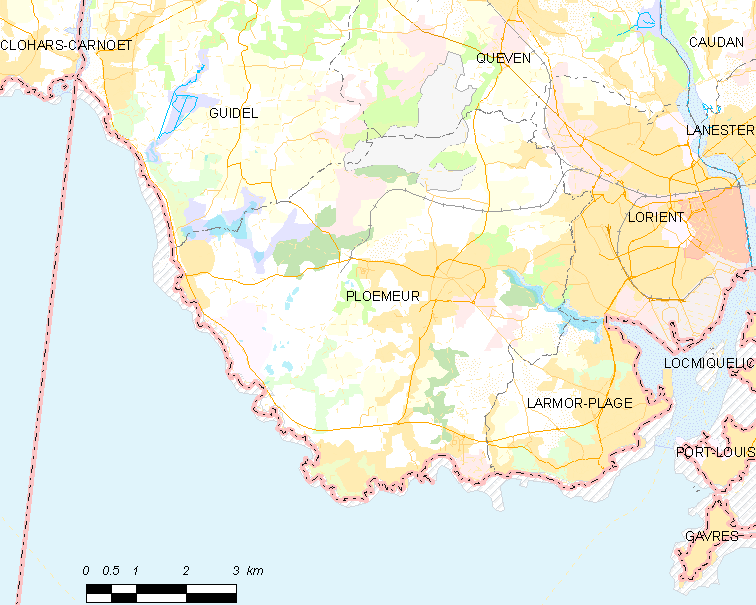
普勒默尔的OSM定位图

## 行政
普勒默尔的邮政编码为56270，INSEE市镇编码为56162。

## 政治
普勒默尔所属的省级选区为普勒默尔县。

## 人口

1962-2008年间普勒默尔人口变化图示

普勒默尔于2022年1月1日时的人口数量为18873人。